# Yoshiichi Watanabe
Yoshiichi Watanabe (jap. 渡辺 由一, Watanabe Yoshiichi; * 5. April 1954) ist ein ehemaliger japanischer Fußballspieler.

## Nationalmannschaft
1979 debütierte Watanabe für die japanische Fußballnationalmannschaft. Watanabe bestritt sechs Länderspiele und erzielte dabei ein Tor.